# Charles-Frédéric de Hohenzollern-Sigmaringen (1724-1785)
Pour les articles homonymes, voir Charles de Hohenzollern-Sigmaringen.
Titre
Prince de Hohenzollern-Sigmaringen
8 décembre 1769 – 20 décembre 1785
(16 ans et 12 jours)
Charles-Frédéric de Hohenzollern-Sigmaringen (en allemand : Karl Friedrich Leopold Joseph von Hohenzollern-Sigmaringen), né à Sigmaringen le 9 janvier 1724 et mort au château de Krauchenwies le 20 décembre 1785 est un membre de la maison de Hohenzollern-Sigmaringen.
Il est prince de Hohenzollern-Sigmaringen de 1769 à 1785 et prince de Hohenzollern-Haigerloch à partir de 1781.

## Famille
Il est le fils aîné et le premier des six enfants de Joseph de Hohenzollern-Sigmaringen (1702-1769) et de sa première épouse Marie-Françoise comtesse d'Oettingen-Spielberg (1703-1737).

### Mariage et descendance
Le 2 mars 1749, Charles de Hohenzollern-Sigmaringen épouse au château de Kail, près de Trêves sa cousine germaine Jeanne de Hohenzollern-Berg comtesse de Hohenzollern-Berg (1727-1787), fille de François Guillaume comte de Hohenzollern-Berg et de Marie-Catherine comtesse de Waldburg-Zeil.
Douze enfants sont nés de cette union, dont trois survivent à l'enfance :
- Frédéric (Friedrich Joseph Fidelis Anton)  de Hohenzollern-Sigmaringen (Sigmaringen 29 mai 1750 - Sigmaringen 17 août 1750).
- Jean (Johann Baptist Friedrich Fidelis) de Hohenzollern-Sigmaringen (Sigmaringen 18 août 1751 - Sigmaringen 18 août 1751).
- Antoine (Anton Joachim Georg Franz) de Hohenzollern-Sigmaringen (Sigmaringen 12 juillet 1752 - Sigmaringen 1er novembre 1752).
- Fidelis (Fidel Joseph Anton Franz) de Hohenzollern-Sigmaringen (Sigmaringen 11 juillet 1753 - Sigmaringen 6 février 1754).
- Marie-Françoise (Maria Franziska Anna Antonia) de Hohenzollern-Sigmaringen (Sigmaringen 8 août 1754 - Sigmaringen 22 avril 1755).
- Joachim (Joachim Adam) de Hohenzollern-Sigmaringen (Sigmaringen 15 août 1755 - Sigmaringen 22 mars 1756).
- Joseph (Joseph Friedrich Fidelis) de Hohenzollern-Sigmaringen (Sigmaringen 17 juin 1758 - Sigmaringen 12 septembre 1759).
- François (Franz Konrad Maria Fidelis) de Hohenzollern-Sigmaringen (Sigmaringen 12 juillet 1761 - Sigmaringen 18 juillet 1762).
- Antoine Aloys de Hohenzollern-Sigmaringen, prince de Hohenzollern-Sigmaringen (Anton Aloys Meinrad Franz) (Sigmaringen 20 juin 1762 - Sigmaringen 17 octobre 1831).
- Fidèle (Fidelia Theresia Karoline Crescentia) de Hohenzollern-Sigmaringen (Sigmaringen 27 octobre 1763 - Sigmaringen 3 novembre 1763).
- Jeanne Françoise (Johanna Franziska Antonia) de Hohenzollern-Sigmaringen (Sigmaringen 3 mai 1765 - Kirn 23 août 1790) laquelle épouse à Strasbourg le 29 novembre 1781 Frédéric III, Prince de Salm-Kyrburg (1745-1794).
- Crescence (Maria Crescentia Anna Johanna Franziska) de Hohenzollern-Sigmaringen (Sigmaringen 23 juillet 1766 - Holzen 5 mai 1844) laquelle épouse en 1807 François-Xavier, Comte Fischler von Treuberg (1770-1835). Elle était dame chanoinesse de Buchau depuis 1769. Elle reçoit de son frère la seigneurie de (Kloster-) Holzen par contrat du 12 juin 1813[2].

Charles de Hohenzollern-Sigmaringen succède à son père le 8 décembre 1769.

## Généalogie
Charles de Hohenzollern-Sigmaringen appartient à la lignée de Hohenzollern-Sigmaringen issue de la quatrième branche, elle-même issue de la première branche de la Maison de Hohenzollern. Cette lignée appartient à la branche souabe de la dynastie de Hohenzollern, elle donna des rois à la Roumanie. Charles de Hohenzollern-Sigmaringen est l'ascendant de Michel Ier de Roumanie.